# لورا سانشيز (سباحة)
لورا سانشيز رودريغيز (بالإسبانية: Laura Sánchez) (من مواليد 5 مايو 1972) سباحة حرة متقاعدة من المكسيك. مثلت بلدها الأصلي في الألعاب الأولمبية الصيفية لعام 1992 في برشلونة ، إسبانيا. كانت أفضل نتيجة لها هي المركز السابع عشر (4: 26.73) في سباق سيدلي 4 × 100 متر للسباق ، إلى جانب هايك كورنر (سباحة ظهر) ، و آنا مندوزا (سباحة صدر) ، و غابرييلا غاخا (فراشة).

## روابط خارجية
- لورا سانشيز على موقع أوليمبيديا (الإنجليزية)